# Heterusia fallax
Heterusia fallax là một loài bướm đêm trong họ Geometridae.